# Clemens Vedder
Clemens Johannes Vedder (* 1947) ist ein deutscher Investor und Mediator.

## Berufliche Laufbahn
Nach seinem Schulabschluss absolvierte Vedder eine Berufsausbildung als Einzelhandelskaufmann beim Hertie-Konzern. Dort wurde er mit 19 Jahren der jüngste Einkäufer des Konzerns. Ab 1973 arbeitete er als selbständiger Kaufmann. In Köln gründete er die Firma Graf von Wolkenstein-Trostburg Vermögensverwaltungs- und Grundstücksverwertungsgesellschaft mbH. vertreten durch den Kölner Rechtsanwalt Martin Fervers.
In den 1970er bis 1980er Jahren war Vedder Schatzmeister des Kölner Eishockey-Clubs KEC.

## Investor
Ab 1987 fokussierte er sich mit seinem Geschäftspartner Klaus-Peter Schneidewind auf Investitionen im Private-Equity-Bereich. Vedder gestaltete im Laufe seiner Karriere zahlreiche Unternehmensverkäufe in Deutschland mit. So hatte er unter anderem Anteil an der Restrukturierung der Firmen Asko Deutsche Kaufhaus AG, Metro AG, Deutsche SB-Kauf AG, AVA AG, SPAR Handels AG, Horten AG, Norddeutsche Steingut AG, IVG Immobilien AG, BUS Umweltservice GmbH und anderen. Hervorzuheben ist hierbei die mit Klaus-Peter Schneidewind initiierte Übernahme der Handelskette SPAR. Ein Investorenkreis brachte 1995 einen Kaufpreis von rund 200 Millionen Euro auf. Nach knapp zwei Jahren wurde die Beteiligung an die Intermarché in Frankreich mit erheblichem Gewinn veräußert. Es gelang damit die Firmierung einer europäischen Handelsallianz (ITM und SPAR) mit einem Gesamtumsatz von ca. 62 Milliarden Euro. Zwischen 1990 und 2007 war Vedder Lead Manager von diversen Transaktionen mit einem Finanzvolumen von etwa 7½ Milliarden Euro. Zudem strukturierte Vedder zahlreiche Kooperationen und White-Knight-Deals in verschiedenen Finanz-, Handels- und Industriesegmenten. Vedder ist an verschiedenen börsennotierten Unternehmen in Deutschland und internationalen Unternehmen beteiligt. Dazu gehört die Berliner Fotogalerie Camera Work AG, deren Aufsichtsratsvorsitzender er ist.
2000 versuchte er mit Klaus-Peter Schneidewind sowie weiteren Investoren und mithilfe der zur niederländischen Finanzholding Rebon B.V. gehörenden Kölner Beteiligungsgesellschaft CoBra Beteiligungs GmbH, die Commerzbank umzustrukturieren und in eine Fusion mit der Dresdner Bank zu führen. Vedder gelang ein rechtzeitiger Exit mit Gewinn.

## Mediator
Vedder wird auch als Mediator oder Schlichter tätig. Öffentlich bekannt ist seine Beteiligung als Mediator oder Schlichter an folgenden Verfahren:
- 2008: Spruchverfahren zur Übertragung von Aktien der Vattenfall Europe AG, Berlin, auf die Vattenfall AB, Stockholm, (durch Vergleich beendet)[11]
- 2011–2014: Streit zwischen der Ergo Versicherungsgruppe und ehemaligen Mitarbeitern (Forderungen über 100 Mio. Euro). Vedder wurde aufgrund seiner Beteiligung als Mediator von der Ergo Versicherungsgruppe wegen versuchten Betrugs und anderer Delikte angezeigt. Die Staatsanwaltschaft Düsseldorf stellte das Verfahren ein, da kein hinreichender Tatverdacht vorlag.[12] Vedder forcierte daraufhin eine Schadenersatzklage über eine Milliarde Euro gegen die Münchener Rück (Mutterunternehmen von Ergo). Nach einer Entschuldigung seitens von Nikolaus von Bomhard, damaliger Aufsichtsratschef von Ergo, wurde der Konflikt beigelegt.[13]
- 2012: Rechtsstreit zwischen der Deutschen Bank und den Kirch-Erben
- 2014: Rechtsstreit zwischen HypoVereinsbank und dem Erben Joram Roth im Zuge von Cum-Ex-Geschäften[14]
- 2015: Spruchstellenverfahren in der Sache Bayer Schering (größter Vergleich in der Geschichte der Spruchstellenverfahren)[15]
- 2015/16 im Rechtsstreit zwischen Madeleine Schickedanz und der Bank Sal. Oppenheim[16]. Der Rechtsstreit wurde durch Vergleich beendet. Demnach wird das Immobilienportfolio von Schickedanz mit einem geschätzten Gesamtwert von einer halben Milliarde Euro durch Vedder innerhalb von zwei Jahren verkauft. Aus den Verkaufserlösen erhält Schickedanz etwa ein Fünftel, der Großteil des Erlöses geht an die Deutsche Bank bzw. Sal. Oppenheim. Neben den Erlösen aus den Immobilienverkäufen ist Schickedanz zudem ein zusätzliches Vermögen von rund 70 Mio. Euro (einschließlich zweier privat genutzter Häuser) in dem Vergleich zugesagt worden.[17]
- 2016: Spruchverfahren im Zuge der Übernahme der Austrian Airlines AG durch die Lufthansa AG[18]
- 2016: Vedder wurde von Convergenta Invest, der Beteiligungsgesellschaft der Familie Kellerhals, als Mediator in dem Streit zwischen den Gesellschaftern der Media-Saturn-Holding GmbH (Convergenta und Metro AG) vorgeschlagen.[19] Nach einem Bericht des Manager-Magazins nahm Metro diesen Vorschlag an, Vedder einigte sich mit beiden Seiten auf eine Übernahme des Mediationsmandats.[20] Der Schlichtungsversuch blieb jedoch ohne Erfolg. Vedder hatte laut einem Bericht des Manager-Magazins als Schlichtungsvorschlag beiden Seiten unterbreitet, dass Metro Kellerhals seine MSH-Anteile für rund 2,6 Mrd. Euro abkaufen solle. Kellerhals willigte in diesen Schlichtungsvorschlag ein, jedoch wurde dieser Vorschlag von Metro abgelehnt (laut Medienbericht, da Kellerhals einen zu hohen Kaufpreis verlangte).[21][22]

## Vermögen
Das Vermögen der Familie Vedder wurde vom deutschen Manager-Magazin auf der Liste der 500 reichsten Deutschen im Jahr 2015 mit rund 650 Millionen Euro angegeben.

## Sonstiges
Die Familie Vedder lebt in der Schweiz. Seine Firma Goldsmith Capital Partners AG ist ebenso in der Schweiz ansässig. Die Goldsmith Capital Partners AG wird durch die in Zug ansässige Firma Goldsmith Advisors AG beraten.